# Concepción (chilská provincie)
Concepción je provincie v chilském regionu Bío-Bío. Hlavním městem je Concepción.

## Administrativní rozdělení
1. Concepción
2. Coronel
3. Chiguayante
4. Florida
5. Hualpén
6. Hualqui
7. Lota
8. Penco
9. San Pedro de la Paz
10. Santa Juana
11. Talcahuano
12. Tomé